# Rafael Jaime Jaramillo
Rafael Jaime Jaramillo (24 de junio de 1988 en Salamanca, Guanajuato) es un speaker internacional de profesión, asimismo se ha desempeñado en el mundo deportivo como triatleta de larga y ultra distancia, carreras de aventura y los últimos años de subida vinculado más formalmente en el montañismo. Forma parte de un equipo llamado Aquíles, grupo de atletas de alto rendimiento. 
A la edad de cinco años le diagnosticaron una enfermedad cancerosa llamada Retinoblastoma Bilateral, cáncer en las retinas de los ojos. 
Rafa ha encontrado en el deporte una forma de aferrarse a la vida y encontrar herramientas que le permitan sortear los contrastes que esta misma trae día con día. Asimismo compaginando todo esto en el ámbito empresarial y en el alto rendimiento humano.  

## Trayectoria deportiva

### Nacimiento a adultez
Rafael Jaime Jaramillo nació el 24 de junio de 1988 en la localidad de Salamanca, Guanajuato, cuando tenía 3 meses de nacido su familia se mudó a la ciudad de Durango, ciudad donde hasta el 2024 sigue radicando. A los 5 años de edad se enfrenta a una enfermedad llamada Retinoblastoma bilateral, por más de un año sometido a quimioterapias y otros tratamientos pudieron los doctores salvarle uno de sus ojos y así llevar una vida normal como cualquier otro niño. 
Aunque las posibilidades de que un cáncer regresara eran mínimas, la vida rompió con los pronósticos y a la edad de 18 años un nuevo cáncer le robaría la vista, de manera que a partir del 6 de noviembre del 2006, Rafa se sumergió a un mundo de completa obscuridad y sin vuelta atrás. 
A pesar de la depresión, él encontró en el deporte la motivación para seguir levantándose con actitud y determinación cada día.